# ジェフリー・イメルト
ジェフリー・ロバート・"ジェフ"・イメルト（英語: Jeffrey Robert "Jeff" Immelt、1956年2月19日 - ）は、アメリカ合衆国の企業経営者。2001年9月から2017年7月までゼネラル・エレクトリックのCEOを務めた。

## 経歴
1956年2月19日にオハイオ州シンシナティに誕生した。ゼネラル・エレクトリックの医療システム部門（現在のGEヘルスケア）のCEOを経て、2001年9月にジャック・ウェルチの後任として、ゼネラル・エレクトリックの取締役会からゼネラル・エレクトリック全体の取締役会長兼CEOに選任される。
ゼネラル・エレクトリック航空機部門の技術者を父に持つイメルトはダートマス大学を優秀な成績で卒業し（在学中にファイ・デルタ・アルファのメンバーに選ばれている）、一旦P&Gに入社した。P&Gの同期にはマイクロソフトのスティーブ・バルマー元CEOがいる。そこで学資を稼いでハーバード・ビジネス・スクールに進み、MBAを取得した。
MBAを取得後に1982年に父と同じゼネラル・エレクトリックに入社し、コーポレート・マーケティング部門に配属された。その後プラスチック事業部門に移り、一旦家電部門に異動するが、やがてプラスチック事業部門の責任者となる。次いで医療部門の責任者となり、ここでの好業績がウェルチの目にとまって後の後継者指名につながる。
2001年9月7日にCEOに就任した4日後に同時多発テロが発生してその処理に忙殺されたが、結果として「当時の20日間で10年分ぐらいの経験を積んだ思いです。」と述べている。

## 業績
ウェルチの偉大さに隠れがちだが、イメルトもゼネラル・エレクトリックのCEOとしてウェルチに恥じない業績を上げている。2005年の売上高は1500億ドル・利益は183億ドルに達し、イメルトの就任後5年間でゼネラル・エレクトリックは60パーセント大きくなり、利益は倍増している。

## CEO退任
2017年6月にCEO職を8月1日付けでGEヘルスケアCEOのジョン・フラナリーに譲り、取締役会長に退くことと、更に同年末をもって取締役会長からも退任して経営から退くことを発表した。
同年10月2日には同日付けで取締役会長から退任することを発表し、前倒しで経営体制の移行を完了した。

## 参照
1. ↑  Julianna Goldman and Rachel Layne (2011年1月21日). “Obama Asks GE's Immelt to Head Economic Advisory Panel, Replacing Volcker”. Bloomberg 2011年1月21日閲覧。
2. 1 2  日本経済新聞2006年11月6日夕刊
3. ↑  “John Flannery Named Chairman and CEO of GE”.  General Electric (2017年6月12日). 2017年10月3日閲覧。
4. ↑  “John Flannery Succeeds Jeff Immelt as Chairman of GE; Lorenzo Simonelli Named Chairman of Baker Hughes GE”.  General Electric (2017年10月2日). 2017年10月3日閲覧。